# Yolande Mukagasana
Yolande Mukugasana (Ruanda, 6 de setembre de 1954) és una escriptora ruandesa.

## Biografia
Infermera anestesista durant 19 anys al centre hospitalari de Kigali i després infermera cap en el seu propi dispensari privat, va ser víctima el 1994 de les massacres que van devastar el país. Va sobreviure al genocidi de Ruanda per part dels tutsi però va perdre als seus tres fills, al seu marit i als seus germans. Va obtenir la nacionalitat belga en 1999.

## Obres
Ha publicat dues obres autobiogràfiques La mort ne veut pas de moi (1997) i N'aie pas peur de savoir - Rwanda: une rescapée tutsi raconte i contes. ha coescrit també junt amb Jacques Delcuvellerie i el Groupov, l'obra de teatre Rwanda 94. Amb el fotògraf Alain Kazinierakis ha publicat un llibre compost pels testimonis dels supervivents titulat Les blessures du silence.
El testimoniatge de Yolande Mukagasana ha estat referenciat i analitzat diverses vegades en el context de l'estudi del genocidi ruandès i la seva expressió. Per exemple, Emmanuel Muligo va analitzar com expressar els valors indescriptibles i la funció terapèutica del testimoni des d'un angle literari: estratègies discursives i processos literaris per a testificar l'experiència del genocidi, apropar-se a l'horror, preservar la memòria de l'esdeveniment i les seves víctimes ...

## Premis i reconeixements
Ha rebut el premi "Colom d'or de la pau" el 3 de juliol de 2002 a Roma.